# Мюллер фон Кульм, Вальтер
Вальтер Мюллер фон Кульм (нем. Walter Müller von Kulm; 31 августа 1899, Базель — 3 октября 1967, Арлесхайм) — швейцарский композитор, хоровой дирижёр и музыкальный педагог.
Получил педагогическое образование и в 1921—1928 гг. преподавал в начальной школе в Отмарзингене. Одновременно брал уроки композиции у Вернера Верли. Затем поступил в Базельскую консерваторию, где учился у Рудольфа Мозера, Фолькмара Андреэ и Феликса Вайнгартнера. В 1930 году окончил курс по теории музыки, с 1932 года сам преподавал её в своей alma mater. В 1940—1947 гг. преподавал музыку в учительской семинарии кантона Базель-Штадт.
С 1947 года директор Базельской консерватории. Одновременно в 1949—1954 гг. главный редактор газеты Schweizerische Musikpädagogische Blätter (с нем. — «Швейцарские музыкально-педагогические листки»). После объединения в 1954 году Базельской консерватории и основанной Паулем Захером Schola Cantorum Basiliensis до 1964 года был, вместе с Захером, содиректором объединённой Базельской музыкальной академии. Совмещал педагогическую деятельность с дирижёрской — в частности, в 1939—1954 гг. возглавлял Базельский баховский хор.
Композиторское творчество Мюллера фон Кульма тяготело к неоклассицизму. Ему принадлежит опера «Изобретатель» (нем. Der Erfinder; 1938), оратории «Отче наш» (нем. Vater unser) и «Пётр», балет «Голубой цветок» (нем. Die blaue Blume; 1938), камерный концерт для скрипки и струнных (1930), другие оркестровые, камерные, фортепианные и хоровые сочинения.